# XM (人工衛星)
XMは、アメリカ合衆国とカナダで放送されている衛星デジタルラジオのサービスブランド及びサービス会社「XMサテライトラジオ」で運用されている放送衛星のシリーズ。XMサテライトラジオは、アメリカ合衆国に本部がある持ち株会社シリウスXMラジオが所有するサービスブランドで子会社の内の一つ。運用される衛星は、静止軌道を採る。移動する車の中の小型のアンテナでも受信できるよう、普通の放送衛星と比べ高出力の増幅器を使用し、強力な電波を発生させている。また送信電波が広範囲に広がってロスをしないように、高利得で指向性のある巨大な送信アンテナを用いている。放送電波は、アラスカの一部を除く北米大陸とその沿岸の海上をカバーしている。放送は有料放送であり、アラスカの一部を除くアメリカ合衆国本土とカナダ南部のみサービスが提供可能としている。放送周波数においては、一般の放送衛星でよく用いられるKuバンドやCバンドより、降雨減衰の影響を受け難い波長の長いSバンドを用いている。衛星の軌道は静止軌道である。

## 衛星の一覧
| 衛星名称          | 打ち上げ日(UTC) | 状態             | 配置経度  | 打ち上げ場所                 | 打ち上げロケット          | 衛星バス      |
| ----------------- | --------------- | ---------------- | --------- | ---------------------------- | ------------------------- | ------------- |
| XM-2 (XMロック)   | 2001年3月18日   | 予備機として待機 | 西経85度  | シーローンチプラットフォーム | ゼニット3SLロケット6号機  | ボーイング702 |
| XM-1 (XMロール)   | 2001年5月8日    | 予備機として待機 | 西経85度  | シーローンチプラットフォーム | ゼニット3SLロケット7号機  | ボーイング702 |
| XM-3 (XMリズム)   | 2005年3月1日    | 運用中           | 西経85度  | シーローンチプラットフォーム | ゼニット3SLロケット15号機 | ボーイング702 |
| XM-4 (XMブルース) | 2006年10月30日  | 運用中           | 西経115度 | シーローンチプラットフォーム | ゼニット3SLロケット23号機 | ボーイング702 |
| XM-5              | 2010年10月14日  | 予備機           | GTO       | バイコヌール宇宙基地         | プロトン-M/ブリッツ-M     | LS-1300S      |

## 各衛星の概要

### XM-1、XM-2
買収されて現在はボーイング社の1部門ディフェンス，スペース・アンド・セキュリティーとなっているヒューズ・スペース・アンド・コミュニケーションズ・カンパニー社（以下HSCCと呼ぶ）は、シリウス・サテライトラジオ社と合併する前のXM・サテライトラジオ社に、モバイル衛星デジタルラジオ放送のために2機の放送衛星XM-1とXM-2を製造する契約を、1998年3月23日に結んだ。契約は6月に改定され、後を引き継いだボーイング社が、大電力の静止衛星として衛星を引き渡すこととなった。2機合わせて最大100チャンネルを放送することができ、極めてクリアーなデジタル品質の音楽やニュースや天気予報などの番組を、小さなアンテナしか設置できない車載受信機でも受信可能にするものであった。受信システムはアルパイン、デルファイ・コーポレーション、パイオニア、シャープから販売する予定であった。衛星バスはボーイング702である。2機の衛星は、これまでの衛星と比較して、最も電力供給能力のあるものであった。運用開始時の合計発生電力の設計値は18kWであった。電力を発生させる1対2翼の太陽電池アレイが、衛星本体から南北各々の方向に展開される。各々の太陽電池アレイは、1翼当たり5枚の太陽電池パネルから組み立てられている。パネルは、高効率の砒化ガリウム化合物半導体で作られた太陽電池セルから成る。また太陽電池アレイの両側には、太陽電池に当たる太陽光線を増強して太陽電池の発電効率を上げる為に、反射板が取り付けられている。この反射板は思いのほか劣化が早く、軌道上の衛星の寿命に影響を与えた。衛星の設計寿命は、15年としていた。静止軌道上の南北方向の静止位置の保持には、ボーイング社に買収される前のHSCC社が開発しこれまでに十分実績もあった、キセノン・イオンスラスターXIPSを搭載している。南北方向に2基ずつ合計4基取り付けられている。尚、当衛星に組み込まれたスラスターの製造については、HSCC社から引き継いだ現ボーイング社が担当した。トランスポンダ類は、フランス・トゥルーズのアルカテル・スペース社のものを使用した。Sバンド送信アンテナの反射板は直径5mとなり、2基備えられる。XM-1より先にXM-2が打ち上げられた。打ち上げ日時は、2001年3月18日(UTC)で、無事成功した。その後、XM-1が2001年5月8日(UTC)に打ち上げられ、無事に成功した。現在、XM-1、XM-2両衛星とも運用を終了し、西経85度の位置でバックアップ用に待機した状態でいる。

### XM-3、XM-4
XM-3とXM-4は、XM-1とXM-2の後継衛星で、ボーイングが製造した次世代の放送衛星である。放送できるチャンネル数は、130以上である。太陽電池の構成以外は、XM-1とXM-2の形態と同様である。XM-1とXM-2のデザインと異なり、2翼の太陽電池アレイを構成する太陽電池パネル数が増えて、太陽電池アレイ各々に1枚ずつ増えて6枚となった。この為に、アレイの全長が長くなった。XM-1とXM-2で採用されていた太陽電池に入射する太陽光線を増強するための反射板は、早期劣化の問題でXM-3とXM-4には採用しなかった。発生電力自体は増えていない。XM-3は2005年3月1日(UTC)に、XM-4は2006年10月30日(UTC)に打ち上げられた。両衛星ともに、打ち上げは成功した。現在、XM-3は西経85度に、XM-4は西経115度に配置され、放送電波を発射して運用中である。 

### XM-5
スペースシステムズ/ロラールは、2005年6月にXM・サテライトラジオ社の5番目の放送衛星XM-5の製造を受注した。XM-5は今までに打ち上げられて運用中の4機の衛星の予備機として静止軌道上に待機することとなる。衛星バスは、スペースシステム/ローラルLS-1300Sである。設計寿命はこれまでの衛星と同様に15年で計画されている。Sバンド送信用反射板は、直径9mにもなり2基備えられる。太陽電池の発生電力は、運用が終了される時点で18kWになる。XM-5は協定世界時2010年10月14日18時53分にバイコヌール宇宙基地からILS社によって打ち上げられた。衛星は、予定された静止トランスファー軌道に乗り、打ち上げは無事に成功した。

## 仕様

### XM-1、XM-2
- トランスポンダ
  - アップリンク：Xバンド
  - ダウンリンク：Sバンド
  - トランスポンダー数：2個
  - トランスポンダー1個当たりの増幅器本数：16本（予備6本含む）／1個、増幅器は進行波管を使用
  - 増幅器出力：228W／1本

- 衛星の全ペイロードの最大消費電力：13.3kW

- 電力
  - 太陽電池の発生電力：18kW（運用開始）、15.5kW（運用終了）
  - 太陽電池アレイ数：2翼、各アレイを構成する太陽電池パネル数：5枚、太陽光線反射板：有り
  - 太陽電池セルのタイプ：砒化ガリウム化合物半導体を使用
  - バッテリー：ニッケル水素電池、56セル

- 推進装置
  - 液体アポジキックエンジン：445N（R-4Dを使用）
  - 静止位置保持用スラスター（キセノン・イオンスラスター）：79mN／1基（XIPS-25／2.2 kWを使用）　計4基

- アンテナ
  - 折り畳み展開Sバンド送信用リフレクター：直径5mx2基
  - Xバンド受信アンテナ：1基
- 寸法
  - 静止軌道上において
    - 全長（展開された太陽電池アレイ方向）：40.4m
    - 幅（展開された両送信アンテナの先端と先端までの寸法）：14.2m

  - ロケットフェアリング内に格納された状態において
    - 衛星本体の高さ（アンテナが折り畳まれた状態）：7m
    - 衛星本体の幅（太陽電池が折り畳まれた状態）：3.3mx3m

- 質量
  - 打ち上げ時：4,672kg
  - 静止軌道の計画経度に配置された時：2,950kg

### XM-3、XM-4
- トランスポンダ
  - アップリンク：Xバンド
  - ダウンリンク：Sバンド
  - トランスポンダー数：2個
  - トランスポンダー1個当たりの増幅器本数：16本（予備6本含む）／1個、増幅器は進行波管を使用
  - 増幅器出力：228W／1本

- 衛星の全ペイロードの最大消費電力：13.3kW

- 電力
  - 太陽電池の発生電力：18kW（運用開始）、15.5kW（運用終了）
  - 太陽電池アレイ数：2翼、各アレイを構成する太陽電池パネル数：6枚、太陽光線反射板：無し
  - 太陽電池セルのタイプ：砒化ガリウム化合物半導体を使用
  - バッテリー：ニッケル水素電池、56セル

- 推進装置
  - 液体アポジキックエンジン：490N（R-4Dを使用）
  - 静止位置保持用スラスター（キセノン・イオンスラスター）：79mN／1基（XIPS-25／2.2 kWを使用）　計4基

- アンテナ
  - 折り畳み展開Sバンド送信用リフレクター：直径5mx2基
  - Xバンド受信アンテナ：1基
- 寸法
  - 静止軌道上において
    - 全長（展開された太陽電池アレイ方向）：47.9m
    - 幅（展開された両送信アンテナの先端と先端までの寸法）：14.2m

  - ロケットフェアリング内に格納された状態において
    - 衛星本体の高さ（アンテナが折り畳まれた状態）：7m
    - 衛星本体の幅（太陽電池が折り畳まれた状態）：3.3mx3m

- 質量
  - 打ち上げ時：5,240kg（XM-3）、4,672kg（XM-4）
  - 静止軌道の計画経度に配置された時：2,800kg（XM-3）、2,950kg（XM-4）

### XM-5
- トランスポンダ
  - アップリンク：Xバンド
  - ダウンリンク：Sバンド

- 電力
  - 太陽電池の発生電力：18kW（運用終了直前）
  - 太陽電池アレイ数：2翼、各アレイを構成する太陽電池パネル数：6枚

- 推進装置
  - 液体アポジキックエンジン：489N（R-4Dを使用）
  - 静止位置保持用スラスター（ホールスラスター）：80mN／1基（SPT-100を使用）　計4基

- アンテナ
  - 折り畳み展開Sバンド送信用リフレクター：直径9mx2基（ほぼ同じ形態の衛星シリウス-FM5と同じアンテナとすると）
  - Xバンド受信アンテナ：1基
- 質量
  - 打ち上げ時：5,984kg

## 放送電波の仕様
|                  | 音楽系チャンネル                              | 情報・トーク系チャンネル                      |
| ---------------- | --------------------------------------------- | --------------------------------------------- |
| 送信周波数       | 2332.5MHz〜2345.0MHz                          | 2332.5MHz〜2345.0MHz                          |
| 占有帯域幅       | 12.5MHz                                       | 12.5MHz                                       |
| 搬送波数         | 6搬送波に分割（その内2搬送波を放送に使用）    | 6搬送波に分割（その内2搬送波を放送に使用）    |
| 伝送路多重化方式 | TDM-QPSK（1搬送波当たり50チャンネルに多重化） | TDM-QPSK（1搬送波当たり50チャンネルに多重化） |
| 音声符号化方式   | MPEG-2 HE-AAC                                 | AMBE                                          |